# Ou Chrov
Ou Chrov es uno de los ocho distritos que forman la provincia camboyana de Banteay Mean Chey, con una población estimada en marzo de 2008 de 47 196 habitantes. Está dividido en las siguientes  comunas (khum), que se muestran asimismo con población estimada de 2008:
- Changha 5,930
- Koub 7,859
- Kuttasat 5,151
- Ou Bei Choan 10,657
- Samraong 7,445
- Soengh 6,051
- Souphi 4,103[1]